# A0620-00
A0620-00（來自1A 0620-00的縮寫）是在星座麒麟座的聯星，它的視星等是11.2等。
A0620-00由兩個成員天體組成。第一個天體是一顆K型主序星，第二個天體是看不見的，但根據計算出它的質量約為6 M☉。它的質量太大，不可能是中子星，因此一定是恆星質量的黑洞。這兩個天體每7.75小時的軌道週期彼此互繞運行一次。在大約3,300光年（1,000秒差距）的距離上， A0620-00的黑洞將是離太陽系最近的已知黑洞之一，比GRO J1655-40更近。

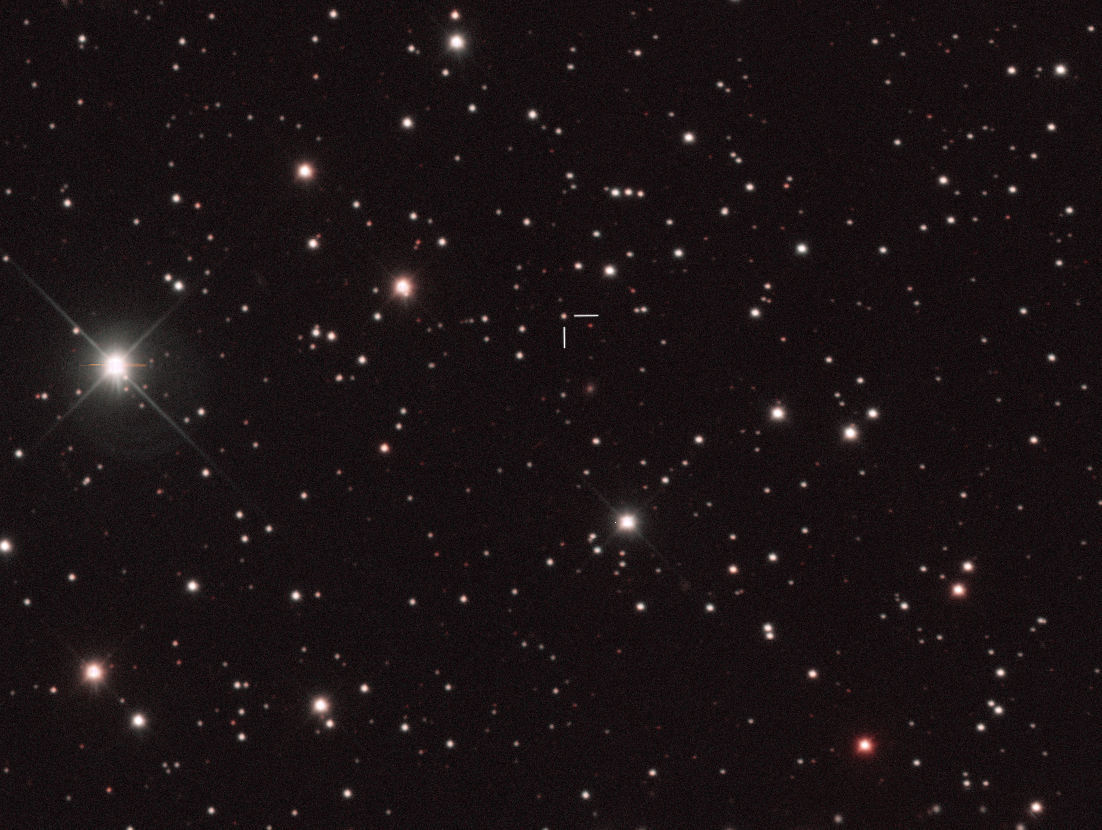
這張A0620-00的影像是根據史隆數位巡天在可見光和紅外光（濾鏡u、g、i、z）中的數據創建的，跨度約為8弧分。

A0620-00 經歷了兩次X射線爆發。第一次在1917年。第二次爆發是羚羊5號衛星在1975 年檢測到的。在這期間，A0620-00是最亮的X射線點源。它現在被歸類為X射線新星。它的黑洞性質是在1986年確定的。
A0620-00中的黑洞將K型恆星的物質拉入吸積盤。吸積盤發出大量的可見光和X射線。因為K型恆星被拉成了一個橢球體形狀，所以從地球的角度來看，可見的表面積以及視亮度都會發生變化。A0620-00也帶有變星名稱 麒麟座V616。

## 史蒂芬·霍金紀念廣播
2018年6月15日，位於斑馬站（西班牙馬德里以西77公里）的歐洲太空總署大型無線電天線發射了一個訊號，以紀念2018年3月14日去世的史蒂芬·霍金及其在黑洞物理學方面的工作。該廣播將以光速傳播3,457光年的距離，並將於西元5475年到達；這將是人類首次與現時已知的黑洞相互作用。1A 0620-00之所以被選為這次廣播的對象，是因為它是當時已知距離地球最近的黑洞。
據他的家人說，這條訊息是和平與希望的資訊。

## 外部連結
- . . StarDate. 12 February 2012  [24 April 2017]. （原始内容存档于1 April 2012）.

| 紀錄               | 紀錄                           | 紀錄             |
| ------------------ | ------------------------------ | ---------------- |
| 前任者： 天鵝座X-1 | 已知距離最近黑洞列表 1986—2022 | 繼任者： 蓋亞BH1 |